# Pektin
Pektin je strukturni heteropolisaharid, v katerem se izmenjujejo odseki galakturonske kisline z ramnozo. V rastlini ga najdemo večinoma v obliki protopektina (enaka sestava kot pektin, le daljše molekule), ki je del rastlinske celične stene. Leta 1825 je pektin prvič izoliral in opisal Henri Braconnot. Danes ga pridobivajo večinoma z ekstrakcijo iz jabolk in plodov citrusov. Uporablja se v terapiji kot emoliens in antidiaroik, v farmacevtski tehnologiji, kozmetični industriji predvsem pa v prehrambeni industriji (gelirno sredstvo v marmeladah, slaščicah, kot stabilizator v sadnih sokovih, mlečnih napitkih in kot dietna vlaknina).

## Biologija
Vse zelene rastline vsebujejo veliko polisaharidov, med njimi tudi pektin, ki skupaj s celulozo določata konsistenco in druge lastnosti sadja in zelenjave. V rastlinskih celicah je večina pektina v obliki protopektina, ki ima enako sestavo kot pektin, le molekule so daljše. Protopektin v rahlo kislem mediju in pod vplivom pektinaz prehaja v pektin. Protopektina je največ v primarni celični steni rastlin, kjer deluje kot nekakšen cement in hidratacijski element za celulozno mrežo ter v neolesenelih delih rastline (največ ga je v nezrelem sadju).
Vsebnost in sestava pektina je odvisna od vrste rastline, rastlinskega dela in življenjskega ciklusa rastline. Med zorenjem se pektin in protopektin pod vplivom pektinaz in pektinesteraz razgrajujeta do monosaharidnih enot, zato se sadež med tem procesom zmehča.
Pektin je neprebavljiv polisaharid in prehaja človeško črevo bolj ali manj v nespremenjeni obliki. Je topna vlaknina.

## Kemijska zgradba in lastnosti
Pektin je polimer, sestavljen iz različnih monosaharidov in njegovih derivatov. Osnovna veriga pektina je sestavljena iz galakturonskih kislin, povezanih z alfa-1,4-glikozidno vezjo. Karboksilna skupina galakturonske kisline je lahko prosta (-COOH), v obliki soli (-COO-Na+), zaestrena (-COOCH3 ) ali v amidni obliki (- CONH2). Ker so v zgradbi pektina molekule oligosaharidov in polisaharidov s podobnimi osnovnimi značilnostmi, a različno fino strukturo, je izraz pektin malo zavajajoč, saj ne gre le za eno molekulo. Zato organizacija FAO predpisuje, da morajo pektini vsebovati vsaj 65% galakturonske kisline. Poznamo tri večje pektinske skupine: homogalakturonani, ramnogalakturonani 1 in ramnogalakturonani 2.
- Homogalakturonani: linearen polisaharid α-(1,4)-D-galakturonske kisline. Na karboksilno skupino galakturonske kislne sta lahko vezani metoksi ali acilna skupina.
- Ramnogalakturonani 1: enaka linearna veriga kot pri homogalakturonanih, le ponekod je galakturonska kislina zamenjana z (1,2)- L ramnozo na katero so pogosto vezani nevtralni sladkorji, npr.: galaktani, arabinani, arabinogalktani,…
- Ramnogalakturonani 2: visoko razvejani polisaharidi, ki pa so manj pogosti.

Karboksilna skupina galakturonske kisline v pektinu:
- V naravi je okoli 80% karboksilnih skupin galakturonske kisline zaestrenih z metanolom. Ob ekstrakciji se to razmerje zmanjša. Stopnja esterifikacije vpliva na lastnosti pektina: topnost, prebavljivost in zmožnost geliranja. Zato pektine delimo na visoko zaestrene (HM: high- ester ), ki imajo več kot 50% galakturonskih kislin zaestrenih in na nizko zaestrene (LM: low- ester), ki imajo esterificiranih manj kot 50% galakturonskih kislin.
- Nezaestrene karboksilne skupine galakturonske kisline so v pektinih lahko proste ali pa tvorijo soli z natrijem, kalijem ali kalcijem. Soli delno zaestrenih pektinov imenujemo pektinati, če je stopnja esterifikacije nižja od 5% pa pektati.
- Nekatere rastline npr. sladkorna pesa, krompir, hruške vsebujejo pektine z acetilirano galakturonsko kislino, kar zmanjša možnost geliranja, poveča pa stabilizacijsko in emulgatorsko funkcijo pektinov.
- Amidna oblika pektina, kjer ga obdelamo z amonijakom in se karboksilne kisline galakturonske kisline spremene v karboksilne kislinske amide.

Molekulska masa izoliranega pektina je odvisna od izvora in ekstrakcije. Približna vrednost je od 60- 130,000 g/mol. V nevtralni raztopini je molekula pektina negativno nabita ( pKa= 3,5), zato lahko reagira s pozitivno nabitimi makromolekulami. V kislem, alkalnem in pri povišani temperaturi se molekula pektina hitro razgradi, pride do hidrolize glikozidne vezi in deesterifikacije.

### Sposobnost geliranja
Pektin lahko tvori gele, ki nastanejo različno hitro in po različnih postopkih. Na sposobnost geliranja pa vplivajo različni dejavniki: temperatura, tip pektina, stopnja esterifikacije in amidiranja, pH, sladkorji, ostali topljenci in kalcij.
Za nastanek gela se morajo deli homogalakturonana križno povezati v tridimenzionalno mrežo, v katero se ujame voda in ostale molekule. HM pektini tvorijo gel s povezovanjem polimerov v stičiščnih točkah (ang. Junction zone), kjer so glavne vodikove in hidrofobne interakcije med metilnimi skupinami. Zaradi negativnega naboja pektinskih verig, ki povzroči odboj in nezmožnosti tvorbe vodikovih vezi med ioniziranimi verigami, se takšen gel lahko tvori le pri nizkem pH. LM pektini tvorijo s kalcijevimi ioni dober gel tipa škatle za jajca. Tu pride do ionske povezave dveh karboksilnih verig, s pomočjo kalcijevih mostičkov ob sodelovanju vodikovih vezi. Optimalna stopnja esterifikacije pektina za tvorbo dobrega gela je 5%.

### Sposobnost stabilizacije
Ta lastnost pektinov se uporablja predvsem za stabilizacijo proteinov, npr. mleka. Za stabilizacijo so bolj primerni HM pektini, saj se manj adsorbirajo na površino beljakovin kot LM. Za stabilizacijo je osnovna interakcija pektinov s proteini pod njihovo izoelektrično točko. Negativno nabiti pektin reagira s pozitivno nabitim proteinom.

## Delovanje
Pektin deluje emolientno, mucilaginozno, antidiaroično, znižujeje raven krvnega holesterola (v črevesju se poveča viskoznost in s tem zmanjša absorpcija holesterola), zavira razvoj tumorjev, veže težke kovine, v debelem črevesju ga črevesne bakterije razgradijo in pri tem se sprostijo kratko verižne maščobne kisline, ki dobro vplivajo na zdravje.